# Amares
Amares est une municipalité (en portugais : concelho ou município) du Portugal, située dans le district de Braga et la région Nord.

## Géographie
Amares est limitrophe :
- au nord et au nord-est, de Terras de Bouro,
- au sud-est, de Vieira do Minho et Póvoa de Lanhoso,
- au sud, de Braga
- au nord-ouest, de Vila Verde.

## Démographie
| 1801  | 1849  | 1900   | 1930   | 1960   | 1981   | 1991   | 2001   | 2004   |
| ----- | ----- | ------ | ------ | ------ | ------ | ------ | ------ | ------ |
| 5 411 | 8 030 | 12 746 | 13 878 | 16 845 | 16 478 | 16 715 | 18 521 | 19 290 |

| 2011   | - | - | - | - | - | - | - | - |
| ------ | - | - | - | - | - | - | - | - |
| 18 889 | - | - | - | - | - | - | - | - |

## Jumelages
- Saint-Paul-les-Dax (France)

## Subdivisions
La municipalité d'Amares groupe 24 paroisses (freguesia, en portugais) :
- Amares
- Barreiros
- Besteiros
- Bico
- Caires
- Caldelas
- Carrazedo
- Dornelas
- Ferreiros
- Figueiredo
- Fiscal
- Goães
- Lago
- Paranhos
- Paredes Secas
- Portela
- Prozelo
- Rendufe
- Santa Maria do Bouro
- Santa Marta do Bouro
- Sequeiros
- Seramil
- Torre
- Vilela

## Anecdotes
Amares a le privilège d'avoir une des meilleures discothèques du Portugal Lagar's qui accueille de grands DJ's nationaux et internationaux.[réf. nécessaire]
Le chanteur Antonio Variações ainsi que le boxeur professionnel Benjamin Da Cunha sont originaires de Fiscal, Amares.